# Jodi Jones
Jodi Jay Felice Jones (* 22. Oktober 1997 in Bow, London East End) ist ein englisch-maltesischer Fußballspieler, der seit 2016 bei Coventry City unter Vertrag steht.

## Karriere
In seiner Jugend spielte Jones für den FC Senrab, einem lokalen Amateurverein. Als 11-Jähriger spielte er für acht Monate für die Jugend von Arsenal London und anschließend eine kurze Zeit lang für West Ham United. Er wurde für die U-13 von Dagenham & Redbridge verpflichtet und erhielt 2014 ein zweijähriges Stipendium. Nach guten Leistungen wurde er im November 2014, vor der Begegnung gegen den FC Bury in das Profikader aufgenommen. Im Januar 2015 war er gegen Cambridge United erstmals auf der Auswechselbank, kam jedoch zu keinem Einsatz. Zu seinem Debüt kam er dann im Februar 2015, als er bei einem Ligaspiel gegen den FC Portsmouth in der Nachspielzeit für Alex Jakubiak eingewechselt wurde. Er ist damit der jüngste Profifußballer, der für Dagenham & Redbridge gespielt hat.

## Nationalmannschaft
Seit 2022 wird Jones regelmäßig in der maltesischen Nationalmannschaft eingesetzt.